# Кіржакуль
Кіржакуль (рос. Киржакуль) — присілок у Сосновському районі Челябінської області Російської Федерації.
Входить до складу муніципального утворення Теченське сільське поселення. Населення становить 375 осіб (2010).

## Історія
Від січня 1924 року належить до Сосновського району Челябінської області (спочатку Челябінського району).
Згідно із законом від 9 липня 2004 року органом місцевого самоврядування є Теченське сільське поселення.

## Населення
| 2002 | 2010 |
| ---- | ---- |
| 384  | ↘375 |